# Liv Kristine
Liv Kristine Espenæs (Stavanger, 14 de fevereiro de 1976) é uma cantora e compositora norueguesa. Ela começou sua carreira como vocalista da banda de gothic metal Theatre of Tragedy e foi ex-vocalista da banda de metal sinfônico Leaves' Eyes. Atualmente ela é cantora da banda alemã Midnattsol ao lado de sua irmã mais nova Carmen Elise Espenæs, também seguindo uma carreira solo com dois EPs e cinco álbuns de estúdio lançados.
Juntamente com a banda Theatre of Tragedy, Kristine alcançou reconhecimento por sua banda ter sido uma das primeiras na cena do gothic metal à utilizar um processo de composição musical que veio a ficar conhecido como "a Bela e a Fera", pois enquanto que Liv cantava em timbre soprano e, por tanto angelical, seu companheiro de banda, o vocalista Raymond Rohonyi, usava a técnica de vocal gutural. A técnica posteriomente foi usada por inúmeras outras bandas como Tristania e nos primeiros álbuns da banda Within Temptation, no entanto, a técnica "a Bela e a Fera" no gothic metal já havia sido utilizada pela primeira vez pela banda inglesa Paradise Lost em seu álbum Gothic.

## Biografia
Graduada em Letras, foi a música que levou Liv Kristine ao reconhecimento internacional.
Liv Kristine fundou sua primeira banda, Twice, ainda na infância, aos dez anos de idade, ao lado de uma amiga sua. Não obstante, o sucesso em nível mundial viria em 1994, quando Liv, então com dezoito anos de idade, ingressou como vocalista feminina na banda de metal gótico norueguesa Theatre of Tragedy, onde permaneceria durante exatos nove anos, até 2003, ano em que foi demitida da banda por motivos não esclarecidos.
Em 2003, Liv Kristine Espenæs, ao lado de seu então marido, o cantor alemão Alexander Krull (vocalista da banda alemã Atrocity), fundou a banda de metal sinfônico e folk metal germano-norueguesa Leaves' Eyes, onde foi a vocalista feminina solista. Durante o primeiro semestre de 2016, o casal passou por desentendimentos que resultaram na demissão de Liv Kristine do Leaves' Eyes, novamente por motivos não esclarecidos, banda da qual ela era a principal liricista e compositora, e no fim do casamento com Krull. Liv foi substituida pela cantora finlandesa Elina Siirala. 
A musicista também segue uma carreira solo, já tendo lançado cinco álbuns de estúdio com o nome Liv Kristine.
Em seu currículo, ainda constam participações na gravação de álbuns fonográficos de bandas como Cradle of Filth, Myrkgand e Delain, afora em um tributo à banda Dead Can Dance.

## Vida Pessoal
Liv Kristine foi casada com o cantor alemão Alexander Krull (vocalista da banda alemã Atrocity, com quem inclusive fundou o Leaves' Eyes), tendo, a cerimônia de casamento, acontecido em 3 de julho de 2003. Em dezembro do mesmo ano, o casal ganhou seu primeiro filho, Leon Alexander. Durante o primeiro semestre de 2016, ambos se separaram, conflito que resultou na expulsão de Liv Kristine do Leaves' Eyes.
Em 2003, quando de seu casamento, Liv mudou-se da Noruega, indo morar com seu esposo na Alemanha. Liv tem uma irmã caçula, Carmen Elise Espenæs, vocalista da banda de metal gótico e folk metal germano-norueguesa Midnattsol. As duas interpretam, através de um dueto vocal, a canção "Into Your Light", no primeiro álbum fonográfico do Leaves' Eyes, Lovelorn.
Liv Kristine é graduada em letras. Sabe falar várias línguas: para além das duas variantes de sua língua natal (Norueguês), e do seu já familiar alemão, ela também possui conhecimentos de francês, língua irlandesa, gaélico e islandês. Estudou várias línguas mortas como latim, inglês arcaico e irlandês antigo. Faz frequente uso de seus conhecimentos de várias línguas, tanto nas letras do já extinto Theatre of Tragedy como em todos os álbuns do Leaves' Eyes.

## Discografia

### Com Theatre of Tragedy
Demos
- Theatre of Tragedy (1994)

Álbuns
- Theatre of Tragedy (1995)
- Velvet Darkness They Fear (1996)
- Aégis (1998)
- Musique (2000)
- Assembly (2002)

EP
- A Rose For The Dead (1997)
- Inperspective (2000)

Compactos
- "Der Tanz Der Schatten" (1996)
- "Cassandra" (1998)
- "Image" (2000)
- "Machine" (2001)
- "Let You Down" (2002)
- "Envision" (2002)

MCD
- Theatre Of Tragedy Shape (1999)

Coletâneas
- Two Originals (2003)

### Com Leaves' Eyes
Álbuns
- Lovelorn (2004)
- Vinland Saga (2006)
- Njord (2009)
- Meredead (2011)
- Symphonies of the Night (2013)
- King of Kings (2015)

EP
- Legend Land (2005)
- At Heaven's End (2010)
- Melusine (2012)

Compactos
- "Into Your Light" (2004)
- "Elegy" (2005)
- "My Destiny" (2009)
- To France (2011)
- Velvet Heart (2011)

### Carreira solo
Álbuns
- Deus ex Machina (1998)
- Enter my Religion (2006)
- Skintight (2009)
- Libertine (2012)
- Vervain (2014)
- River of Diamonds (2023)
- Amor Vincit Omnia (2025)

EP
- Fake a Smile (2006)
- Have Courage Dear Heart (2021)

Compactos
- "3AM" (1998)
- "Take good care" (1998)
- "3AM – Fan Edition" (1999)
- "One Love" (1999)
- Fake a Smile (2006)
- Skintight (2009)

### Participações especiais
- 1997 - Atrocity - Werk 80
- 1998 - Heavenwood – Downcast / Swallow
- 1998 - Atrocity & Silke Bischoff – Blue Moon
- 1999 - Weltenbrand – The Devil gets the Profiteer / Der Untergang von Trisona
- 2000 - Atrocity – Gemini
- 2000 - Das Ich – Des Satans neue Kleider - Atrocity Remix / Re-laborat
- 2002 - Atrocity – More / Sampler Thank you (A Tribute to The Sisters of Mercy)
- 2004 - Atrocity – Atlantis
- 2004 - Genius – To be free / A Rock Opera Part II
- 2004 - Immortal Rites – Mirror Reflections / Art of Devolution
- 2004 - Hortus Animae – Summoning of the Muse / Sampler The Lotus Eaters (Dead Can Dance Tribute)
- 2004 - Cradle of Filth – Nymphetamine
- 2005 - Umbra et Imago – Ein letztes Mal – Leaves’ Eyes Remix / Motus Animi
- 2005 - Infinity – Album Part II (tba)
- 2005 - Only if / Sampler Enya Tribute
- 2006 - Delain - See Me in Shadow / A Day for Ghosts
- Doro Pesch - Celebrate - The Night of the Warlock (lançamento previsto para o último bimestre de 2008)
- 2013 - Týr - The Lay of Our Love
- 2016 - Eluveitie - Live at Wacken 2016
- 2019 - Myrkgand - Old Mystical Tales